# Liste der Mitglieder des Landtages Schleswig-Holstein (3. Wahlperiode)
Diese Liste gibt einen Überblick über alle Mitglieder des Landtags von Schleswig-Holstein der 3. Wahlperiode (11. Oktober 1954 bis 10. Oktober 1958).

## Präsidium
- Präsident:
 Walther Böttcher (CDU)
- Erster Vizepräsident:
 Karl Ratz (SPD)
- Zweiter Vizepräsident:
 Hans von Herwarth (GB/BHE) ab 28. Juli 1958 CDU

## Zusammensetzung
Nach der Landtagswahl vom 12. September 1954 setzte sich der Landtag wie folgt zusammen:
- SPD: 25 Sitze
- CDU: 25 Sitze
- FDP: 5 Sitze
- GB/BHE: 10 Sitze
- Schleswig-Holstein-Block: 4 Sitze

## Fraktionsvorsitzende
- SPD-Landtagsfraktion
 Wilhelm Käber
- CDU-Landtagsfraktion
 Wilhelm Mohr
- GB/BHE-Landtagsfraktion
 Heinz Kiekebusch  bis 3. Februar 1958 
 Hans von Herwarth  geschäftsführend vom 3. Februar bis zum 5. Mai 1958 
 Herbert Beer  seit 5. Mai 1958
- FDP-Landtagsfraktion
 Heinrich Wolgast
- SHB-Landtagsfraktion
 Peter Ludwig Petersen

## Abgeordnete
| Name                    | Lebensdaten | Partei | Wahlkreis/ Landesliste      | Stimmen in % | Bemerkungen                                                 |
| ----------------------- | ----------- | ------ | --------------------------- | ------------ | ----------------------------------------------------------- |
| Heinz Adler             | 1912–1990   | SPD    | Landesliste                 |              | eingetreten am 7. November 1954 für Andreas Gayk            |
| Alfred Ahrens           | 1899–1959   | SPD    | Eutin-Nord                  | 33,5         |                                                             |
| Matthias Andresen       | 1904–1992   | CDU    | Husum-Eiderstedt            | 29,2         |                                                             |
| Carl-Christian Arfsten  | 1889–1969   | CDU    | Landesliste                 |              |                                                             |
| Hans-Adolf Asbach       | 1904–1976   | GB/BHE | Landesliste                 |              |                                                             |
| Rudolf Basedau          | 1897–1975   | SPD    | Lauenburg-Stormarn          | 35,7         |                                                             |
| Herbert Beer            | 1914–1971   | GB/BHE | Landesliste                 |              |                                                             |
| Hans Blöcker            | 1898–1988   | CDU    | Neumünster                  | 41,4         | ausgeschieden am 31. Dezember 1957                          |
| Hermann Böhrnsen        | 1900–1976   | CDU    | Landesliste                 |              |                                                             |
| Walther Böttcher        | 1901–1983   | CDU    | Lübeck-Süd                  | 34,3         |                                                             |
| Anna Brodersen          | 1903–1971   | SPD    | Kiel-Süd                    | 48,2         |                                                             |
| Paul Bromme             | 1906–1975   | SPD    | Lübeck-Travemünde           | 40,0         |                                                             |
| Heino Bues              | 1900–1985   | CDU    | Landesliste                 |              | eingetreten am 23. April 1957 für Willy Rickers             |
| Ludwig Claussen         | 1906–1974   | CDU    | Südtondern                  | 41,8         |                                                             |
| Walter Damm             | 1904–1981   | SPD    | Pinneberg-Elbmarschen       | 46,8         |                                                             |
| Berthold Ditz           | 1909–1977   | GB/BHE | Landesliste                 |              | eingetreten am 29. Oktober 1954 für Alfred Gille            |
| Friedrich Doepner       | 1893–1965   | GB/BHE | Landesliste                 |              | ab 30. Juni 1958 fraktionslos, ab 14. Juli 1958 FDP         |
| Gustav Drevs            | 1907–1988   | CDU    | Lauenburg-Nord              | 38,0         |                                                             |
| Otto Eisenmann          | 1913–2002   | SHB    | Landesliste                 |              | ausgeschieden am 26. Oktober 1957                           |
| Heinrich Fischer        | 1909–1983   | SPD    | Steinburg-Süd               | 39,6         |                                                             |
| Hermann Franck          | 1908–1992   | SPD    | Lauenburg-Süd               | 35,1         |                                                             |
| Andreas Gayk            | 1893–1954   | SPD    | Kiel-Ost                    | 52,0         | verstorben am 1. Oktober 1954                               |
| Gerhard Gerlich         | 1911–1962   | CDU    | Plön-Süd                    | 37,5         |                                                             |
| Alfred Gille            | 1901–1971   | GB/BHE | Landesliste                 |              | ausgeschieden am 27. Oktober 1954                           |
| Otto Gramcko            | 1901–1990   | SPD    | Stormarn-Süd                | 37,7         |                                                             |
| Detlef Haase            | 1924–1997   | SPD    | Steinburg-Süderdithmarschen | 33,4         |                                                             |
| Johannes Hagge          | 1893–1964   | FDP    | Landesliste                 |              | ausgeschieden am 30. Juni 1957                              |
| Emil Hartmann           | 1896–1963   | GB/BHE | Landesliste                 |              | eingetreten am 29. Oktober 1954 für Carl-Anton Schaefer     |
| Detlef Hartz            | 1892–1965   | SHB    | Landesliste                 |              |                                                             |
| Kai-Uwe von Hassel      | 1913–1997   | CDU    | Schleswig                   | 30,6         |                                                             |
| Hans-Joachim Herbst     | 1918–1995   | FDP    | Landesliste                 |              | eingetreten am 2. Juli 1957 für Johannes Hagge              |
| Hans von Herwarth       | 1887–1970   | GB/BHE | Landesliste                 |              | ab 9. Juni 1958 fraktionslos, ab 28. Juli 1958 CDU          |
| Peter Jensen            | 1890–1969   | CDU    | Flensburg-Land              | 48,5         |                                                             |
| Erwin Jürgens           | 1895–1974   | CDU    | Norderdithmarschen          | 34,4         |                                                             |
| Wilhelm Jürgensen       | 1902–1972   | SHB    | Landesliste                 |              |                                                             |
| Wilhelm Käber           | 1896–1987   | SPD    | Landesliste                 |              |                                                             |
| Hans Kersig             | 1902–1973   | FDP    | Landesliste                 |              |                                                             |
| Heinz Kiekebusch        | 1908–1971   | GB/BHE | Landesliste                 |              | ab 14. April 1958 fraktionslos, ab 4. August 1958 CDU       |
| Erna Kilkowski          | 1907–1985   | CDU    | Landesliste                 |              | eingetreten am 9. Dezember 1957 für Gerhard Stoltenberg     |
| Hans-Jürgen Klinker     | 1921–1988   | CDU    | Südangeln-Schwansen         | 39,3         |                                                             |
| Knud Knudsen            | 1912–2000   | CDU    | Rendsburg-Ost               | 39,0         |                                                             |
| Lesko von Langendorff   | 1909–1987   | CDU    | Landesliste                 |              | eingetreten am 6. Januar 1958 für Hans Blöcker              |
| Eugen Lechner           | 1903–1971   | SPD    | Landesliste                 |              |                                                             |
| Helmut Lemke            | 1907–1990   | CDU    | Landesliste                 |              | eingetreten am 27. September 1955 für Paul Pagel            |
| Bernhard Leverenz       | 1909–1987   | FDP    | Landesliste                 |              |                                                             |
| Elly Linden             | 1895–1987   | SPD    | Landesliste                 |              |                                                             |
| Erwin Lingk             | 1920–1979   | SPD    | Rendsburg-Nord              | 29,8         |                                                             |
| Friedrich Wilhelm Lübke | 1887–1954   | CDU    | Landesliste                 |              | verstorben am 16. Oktober 1954                              |
| Hermann Lüdemann        | 1880–1959   | SPD    | Plön-Nord                   | 37,6         |                                                             |
| Emmy Lüthje             | 1895–1967   | CDU    | Kiel-Mitte                  | 42,5         |                                                             |
| Volkert Martens         | 1897–1972   | CDU    | Husum-Land                  | 40,2         |                                                             |
| Heinrich Matzen         | 1904–1986   | SHB    | Landesliste                 |              | eingetreten am 28. Oktober 1957 für Otto Eisenmann          |
| Walter Mentzel          | 1899–1978   | CDU    | Eckernförde                 | 34,6         |                                                             |
| Hermann Meyn            | 1907–1989   | SPD    | Landesliste                 |              | eingetreten am 8. November 1956 für Heinrich Wilckens       |
| Wilhelm Mohr            | 1885–1969   | CDU    | Landesliste                 |              |                                                             |
| Otto Müller             | 1893–1955   | SPD    | Steinburg-Ost               | 35,6         | verstorben am 3. November 1955                              |
| Lena Ohnesorge          | 1898–1987   | GB/BHE | Landesliste                 |              | ab 20. September 1958 fraktionslos                          |
| Paul Pagel              | 1894–1955   | CDU    | Segeberg-Süd                | 38,2         | verstorben am 11. August 1955                               |
| Karl Panitzki           | 1881–1970   | SPD    | Oldenburg                   | 33,4         |                                                             |
| Peter Ludwig Petersen   | 1901–1995   | SHB    | Landesliste                 |              |                                                             |
| Karl Ratz               | 1897–1961   | SPD    | Kiel-Nord                   | 38,9         |                                                             |
| Martin Redeker          | 1900–1970   | CDU    | Landesliste                 |              |                                                             |
| Willy Rickers           | 1882–1957   | CDU    | Segeberg-Nord               | 38,9         | verstorben am 3. April 1957                                 |
| Erwin Riegel            | 1922–1982   | SPD    | Lübeck-Mitte                | 36,9         |                                                             |
| Carl-Anton Schaefer     | 1890–1974   | GB/BHE | Landesliste                 |              | ausgeschieden am 25. Oktober 1954                           |
| Eginhard Schlachta      | 1919–1996   | GB/BHE | Flensburg-Ost               | 37,8         |                                                             |
| Hanno Schmidt           | 1893–1972   | CDU    | Flensburg-West              | 39,7         |                                                             |
| Ernst Schoof            | 1901–1984   | CDU    | Süderdithmarschen           | 39,3         |                                                             |
| Hinrich Schröder        | 1906–1992   | FDP    | Landesliste                 |              |                                                             |
| Hans Schwichtenberg     | 1910–1991   | SPD    | Lübeck-Nord                 | 43,3         |                                                             |
| Hermann Schwieger       | 1908–1976   | SPD    | Landesliste                 |              | eingetreten am 12. Dezember 1955 für Otto Müller            |
| Heinrich Sellmann       | 1899–1959   | SPD    | Pinneberg-Ost               | 42,0         |                                                             |
| Kurt Semprich           | 1920–1999   | SPD    | Eutin-Süd                   | 31,5         |                                                             |
| Wilhelm Siegel          | 1890–1977   | SPD    | Stormarn-Nord               | 35,0         |                                                             |
| Claus Sieh              | 1893–1972   | CDU    | Rendsburg-West              | 44,5         |                                                             |
| Gerhard Stoltenberg     | 1928–2001   | CDU    | Landesliste                 |              | ausgeschieden am 1. Dezember 1957                           |
| Gerhard Strack          | 1911–1977   | SPD    | Kiel-West                   | 42,3         |                                                             |
| Jürgen Thee             | 1900–1980   | CDU    | Landesliste                 |              | eingetreten am 28. Oktober 1954 für Friedrich Wilhelm Lübke |
| Margarete Weiß          | 1912–1990   | GB/BHE | Landesliste                 |              | ab 11. Juli 1958 FDP                                        |
| Heinrich Wilckens       | 1892–1956   | SPD    | Elmshorn                    | 48,4         | verstorben am 30. September 1956                            |
| Heinrich Wolgast        | 1905–1982   | FDP    | Landesliste                 |              |                                                             |